# Incydentaloma
Incydentaloma (przypadkowiak, łac. incydentaloma, ang. incidentaloma) – guz (stąd sufiks -oma) znaleziony w badaniu obrazowym przypadkowo, któremu nie towarzyszą objawy kliniczne. Najczęstszymi bezobjawowymi guzami tej grupy są gruczolaki przysadki i nadnerczy. Liczba rozpoznań incidentaloma wzrasta, co jest związane z upowszechnianiem się dokładnych metod obrazowania całego ciała (przede wszystkim tomografii komputerowej), np. tego typu guzy nadnerczy są wykrywane u 0,4% pacjentów poddanych badaniu USG i u 2-4% obrazowanych za pomocą tomografu komputerowego.